# Joanna Szymkiewicz-Dangel
Joanna Halina Szymkiewicz-Dangel (ur. 9 listopada 1955) – polska lekarka, specjalistka w zakresie pediatrii i kardiologii oraz perinatologii, działaczka społeczna, profesor nauk medycznych.

## Życiorys
Ukończyła studia medyczne, uzyskiwała następnie stopnie naukowe doktora i doktora habilitowanego nauk medycznych. W 2013 otrzymała tytuł profesora nauk medycznych.
Jako naukowiec związana z II Katedrą i Kliniką Położnictwa i Ginekologii Warszawskiego Uniwersytetu Medycznego. Pracę zawodową podjęła w Centrum Zdrowia Dziecka, specjalizacje uzyskała w zakresie pediatrii i kardiologii dziecięcej. Praktykowała także w Guy’s Hospital w Londynie oraz w Harvard Medical School w Bostonie. Zorganizowała Pracownię Kardiologii Prenatalnej w CZD i uczelnianą Poradnię Perinatologii i Kardiologii Perinatalnej. Objęła stanowisko kierownika Zakładu Kardiologii Perinatalnej i Wad Wrodzonych Centrum Medycznego Kształcenia Podyplomowego.
Jest specjalistką i propagatorką kardiologii prenatalnej, wolontariuszką Warszawskiego Hospicjum dla Dzieci (w ramach którego zorganizowała poradnię USG) i wiceprezesem Stowarzyszenia na Rzecz Rozwoju Kardiologii Prenatalnej.
W 2012 prezydent Bronisław Komorowski, za wybitne zasługi w działalności na rzecz budowania społeczeństwa obywatelskiego, za osiągnięcia w podejmowanej z pożytkiem dla kraju pracy zawodowej i społecznej, odznaczył ją Krzyżem Kawalerskim Orderu Odrodzenia Polski.
Jest żoną Tomasza Dangla.